# 沙克伯勒陨石坑

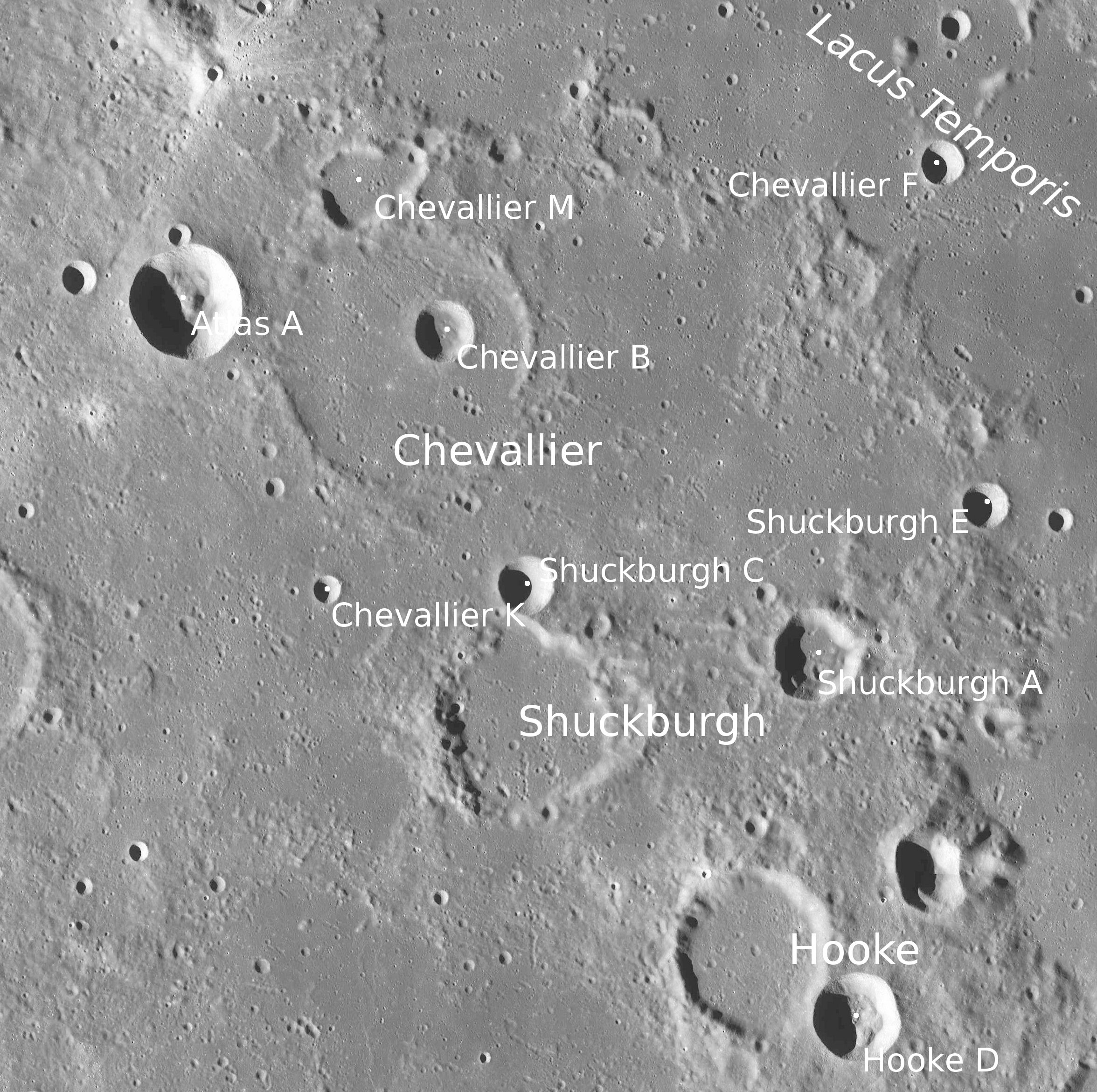
沙克伯勒陨石坑周边，月球勘测轨道飞行器拍摄。

沙克伯勒陨石坑（Shuckburgh）是位于月球正面东北部的一座古撞击坑，其名称取自英国政治家、数学家暨天文学家乔治·沙克伯勒-伊夫林爵士(1751年-1804年)，1935年被国际天文学联合会批准接受。

## 描述
该陨坑坐落在阿特拉斯环形山西南，大约位于西北偏北的谢瓦利尔环形山与东南的胡克陨石坑中间，它的西面毗邻奥斯特陨石坑、西南坐落了刻普斯陨石坑和富兰克林环形山，它的东北方则濒临时令湖。该陨坑中心月面坐标为42°39′N 52°43′E / 42.65°N 52.71°E，直径37.73公里，深约2.15公里。
沙克伯勒陨石坑坑内已被熔岩重塑，形成一片被一圈磨损、钝化的坑壁所环绕的平坦平原。坑底表面除散布有一些细小的坑穴外，几乎没有其它的地貌特征。向外凸出的东侧边缘，在内侧形成一处阶坡状崖架；而略微外凸的北侧壁则连接卫星坑"沙克伯勒 C"。沙克伯勒陨石坑残壁最大高出周边地形1000米，内部容积约为1044.06公里3。

## 卫星陨石坑
按惯例，靠近沙克伯勒陨石坑的卫星坑在月图上以字母标注在该坑中心点的旁边。
| 沙克伯勒 | 纬度    | 经度    | 直径    |
| -------- | ------- | ------- | ------- |
| A        | 43.1° N | 55.5° E | 19 公里 |
| C        | 43.5° N | 52.7° E | 12 公里 |
| E        | 44.1° N | 56.9° E | 9 公里  |

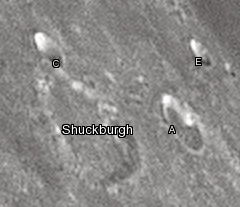
周边卫星坑图

- 卫星坑"沙克伯勒 C"已被月球和行星观测协会(ALPO)列入《内侧壁带有深色辐射纹的撞击坑列表》[4]。

## 另请参阅
- Andersson, L. E.; Whitaker, E. A. . NASA RP-1097. 1982.
- Blue, Jennifer. . USGS. July 25, 2007  [2007-08-05]. （原始内容存档于2013-02-13）.
- Bussey, B.; Spudis, P. . New York: Cambridge University Press. 2004. ISBN 978-0-521-81528-4.
- Cocks, Elijah E.; Cocks, Josiah C. . Tudor Publishers. 1995. ISBN 978-0-936389-27-1.
- McDowell, Jonathan. . Jonathan's Space Report. July 15, 2007  [2007-10-24]. （原始内容存档于2012-05-26）.
- Menzel, D. H.; Minnaert, M.; Levin, B.; Dollfus, A.; Bell, B. . Space Science Reviews. 1971, 12 (2): 136–186. Bibcode:1971SSRv...12..136M. doi:10.1007/BF00171763.
- Moore, Patrick. . Sterling Publishing Co. 2001. ISBN 978-0-304-35469-6.
- Price, Fred W. . Cambridge University Press. 1988. ISBN 978-0-521-33500-3.
- Rükl, Antonín. . Kalmbach Books. 1990. ISBN 978-0-913135-17-4.
- Webb, Rev. T. W.  6th revised. Dover. 1962. ISBN 978-0-486-20917-3.
- Whitaker, Ewen A. . Cambridge University Press. 1999. ISBN 978-0-521-62248-6.
- Wlasuk, Peter T. . Springer. 2000. ISBN 978-1-85233-193-1.